# Maulvi Bazar
Maulvi Bazar este un oraș din Bangladesh.